# Санта-Марія-де-Гіа-де-Гран-Канарія
Санта-Марія-де-Гіа-де-Гран-Канарія (ісп. Santa María de Guía de Gran Canaria) — муніципалітет в Іспанії, у складі автономної спільноти Канарські острови, у провінції Лас-Пальмас, на острові Гран-Канарія. Населення — 14 200 осіб (2010).
Муніципалітет розташований на відстані близько 1750 км на південний захід від Мадрида, 20 км на захід від міста Лас-Пальмас-де-Гран-Канарія.
На території муніципалітету розташовані такі населені пункти: (дані про населення за 2010 рік)
- Барранко-дель-Пінар: 164 особи
- Барранкільйо-Фріо: 107 осіб
- Баскамао: 269 осіб
- Ель-Калабосо: 70 осіб
- Касас-де-Агілар: 237 осіб
- Ель-Хункільйо: 91 особа
- Мондрагонес: 236 осіб
- Монтанья-Альта: 366 осіб
- Ель-Пальміталь: 518 осіб
- Пасо-Марія-де-лос-Сантос: 68 осіб
- Сан-Феліпе: 283 особи
- Сан-Хуан: 1106 осіб
- Санта-Марія-де-Гіа: 10009 осіб
- Трес-Пальмас: 227 осіб
- Вердехо: 177 осіб
- Вергара: 272 особи

## Демографія
Динаміка населення (INE ):

## Галерея зображень

Розташування муніципалітету на острові Гран-Канарія
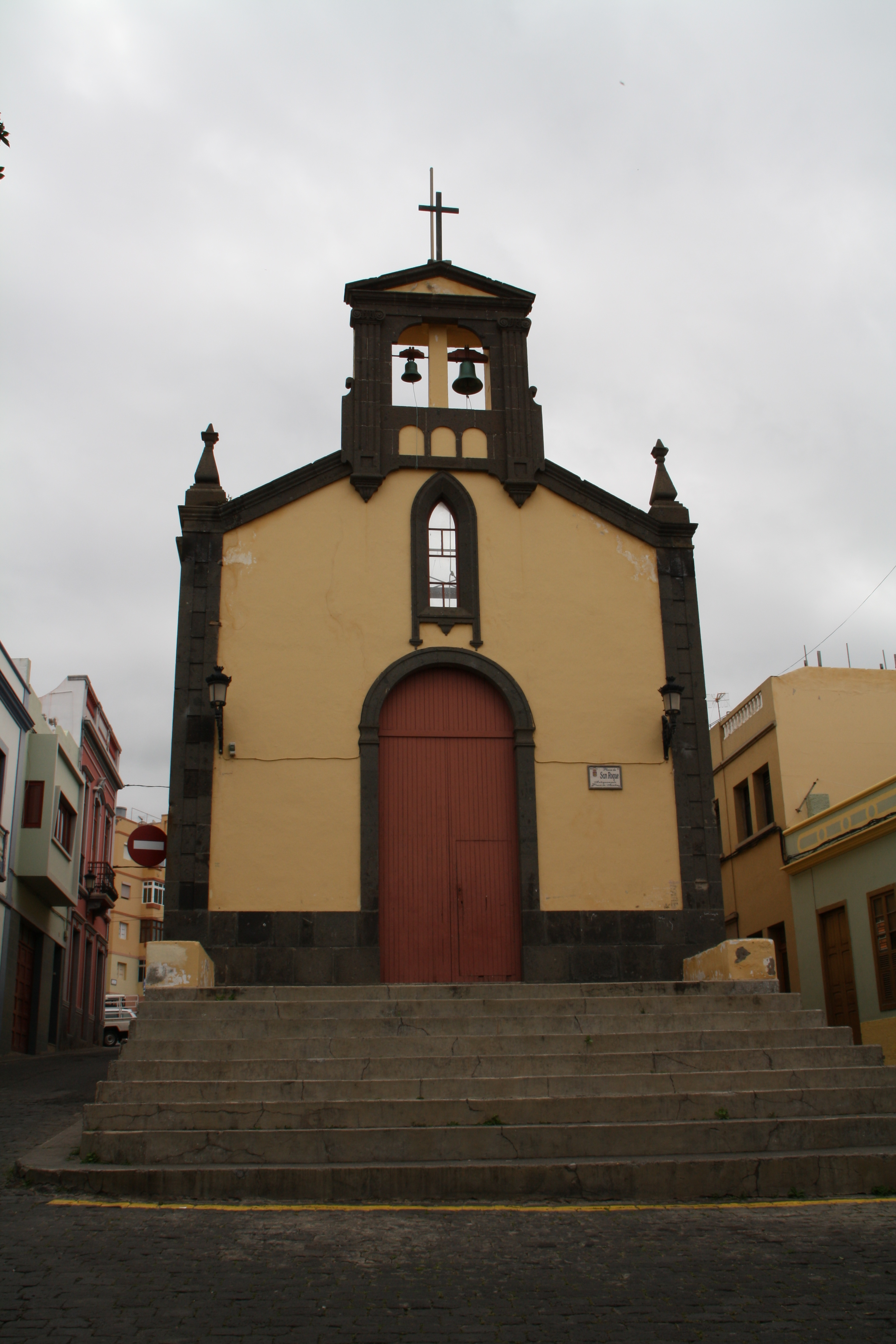
Каплиця Сан-Роке, Санта-Марія-де-Гіа